# Oratorio (architettura)

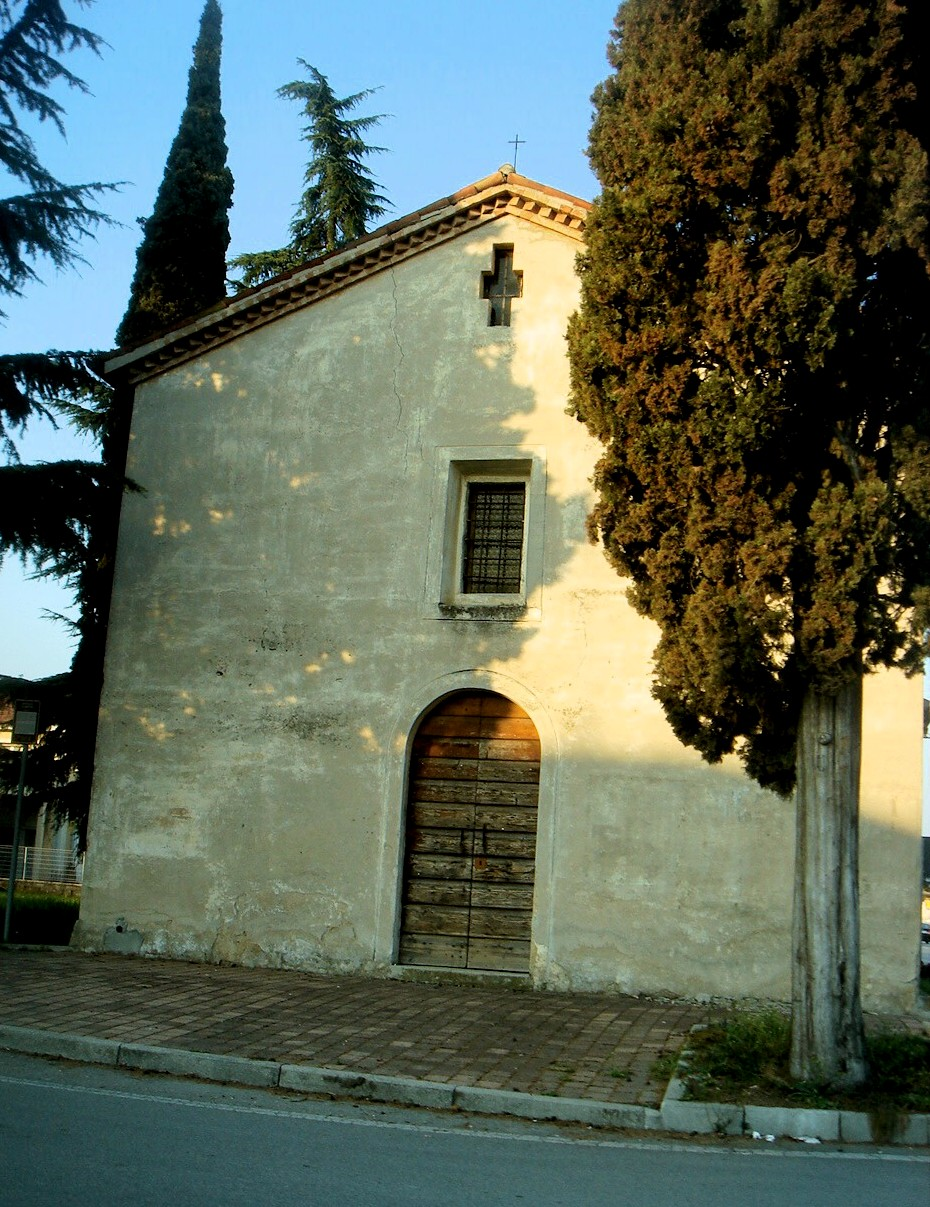
Oratorio di San Martino ai Gai, Castello Roganzuolo

L'oratorio (dal latino oratorium, luogo di preghiera) è un luogo della cristianità solitamente di piccole dimensioni destinato alla preghiera e al culto privato di famiglie o comunità. Generalmente annesso e collegato, almeno in origine, ad altri edifici (es. di un castello), l'oratorio poteva anche sorgere come edificio indipendente.
Presente fin dalla nascita del cristianesimo, ebbe però grande diffusione nel XVII secolo in seguito alla Controriforma cattolica, tanto che gli esempi più pregevoli di oratorio appartengono proprio al Barocco. Gli oratori divennero importanti soprattutto a partire da quell'epoca, con la regola di san Filippo Neri, che pose una distinzione precisa tra oratorio e chiesa: l'oratorio per essere tale (anche quando fisicamente collegato ad un altro edificio) doveva possedere un accesso indipendente e facciata propria.
San Filippo Neri formò un'organizzazione di preghiera presso un oratorio di Roma; l'idea venne sviluppata da san Giovanni Bosco in centro di aggregazione giovanile, diffuso specialmente al Nord Italia, da cui deriva il significato moderno di oratorio.

## Oratorio di una confraternita
Le confraternite laicali cattoliche hanno sede ciascuna nel rispettivo oratorio che ne costituisce la chiesa-sede. In origine si trattava di spogli ed angusti luoghi di culto a volte addirittura senza altare, destinati ad accogliere i confratelli per la recita della liturgia delle ore (breviario). Questo aspetto li faceva denominare "casacce" ossia "case brutte", in seguito ampliate, abbellite ed arricchite, specialmente a seguito della riorganizzazione di questo tipo di associazioni in quanto enti di culto pubblico ed ufficiale della Chiesa. Le originarie "fratellanze" (antesignane delle odierne confraternite) che legavano i laici ai grandi ordini religiosi fecero propri alcuni elementi che passarono alle attuali associazioni. Tra gli altri aspetti, l'oratorio confraternale mutua ed imita, da quello monastico (presente all'interno appunto dei grandi monasteri), la forma che è rettangolare, dalla lunghezza doppia rispetto alla larghezza dell'unica aula. Le misure, almeno simbolicamente, sono desunte da quelle indicate per la costruzione dell'Arca dell'Alleanza. L'oratorio presenta seggi (stalli) solo lungo le sue pareti, non al centro della navata, per permettere a tutti coloro che vi prendono posto, di vedere ed essere visti egualitariamente. Ad una delle estremità della navata vi è l'unico altare, all'opposta estremità vi è il seggio dei responsabili dell'associazione: su quello del superiore campeggia la scritta "obbedienza", su quello del suo vice la dicitura "silenzio". Si intende obbedienza alle regole (il primo che deve rispettarle è proprio il superiore per essere esempio credibile e, si spera, trainante), e si intende silenzio ossia compostezza rispetto al collaboratori del superiore perché essi non possono decidere autonomamente le cose da discutere ma devono riferirle a tutto il direttivo per esaminarle (nell'attesa state in silenzio e pregate).
Data la funzione e lo scopo di culto pubblico delle confraternite, l'oratorio è accessibile ai fedeli per le funzioni religiose della comunità, trattandosi di una sede associativa si può dare pure la fattispecie di un oratorio accessibile solo ai suoi iscritti, annesso tuttavia ad una chiesa aperta al pubblico. In alcune località non è inusuale vedere così due edifici di culto attaccati o vicini, di solito la chiesa parrocchiale e l'oratorio confraternale. Questo ad indicare che le confraternite non hanno mai fatto concorrenza a nessuno ma anzi hanno sempre cercato di arricchire l'offerta di servizi di culto attraverso la propria organizzazione ed i propri edifici sacri.
Anche l'islam ha organizzazioni laicali turuq simili alle confraternite cristiane, che hanno sede in "oratori" all'angolo della moschea principale a cui si mettono a servizio per accogliere i fedeli e ristorare ad es. i pellegrini. Data la loro collocazione, questi edifici vengono chiamati anch'essi, per estensione, zawiya ossia angolo perché appunto stanno all'angolo della moschea.

## Oratori viscontei
La Lombardia ha avuto a che fare nel corso della sua storia con personaggi e famiglie molto importanti, tra queste i Visconti e gli Sforza.
Proprio la famiglia dei Visconti, nella seconda metà del XIV secolo, iniziò a costruire una serie di oratori con caratteristiche architettoniche e stilistiche simili se non uguali. Appartenenti alla famiglia milanese si ricordano la chiesa di San Gottardo in Corte a Milano e l'oratorio dedicato a san Giovanni e san Ludovico di Tolosa. Altro esempio è l'oratorio di Santo Stefano a Lentate sul Seveso, fatto però costruire da Stefano Porro, diplomatico e uomo chiave del governo milanese. Si annoverano tra gli oratori viscontei l'oratorio di Cislago (Varese), Solaro (Milano) e ancora Lentate sul Seveso, con il suo oratorio di Mocchirolo fatto erigere da Lanfranco Porro. Poiché il periodo di costruzione varia tra fine XIV e inizio XV secolo, gli affreschi sono più o meno dello stesso periodo e riconducibili alla scuola giottesca di Milano e al Gotico cortese.

## Diffusione
Al 2013 erano censiti circa 6.000 oratori in Italia, di cui la metà in Lombardia.